# Якимівка (Смолінська селищна громада)
Яки́мівка (раніше — Чернéче) — село в Україні, у Смолінській селищній громаді Новоукраїнського району Кіровоградської області. Населення становить 306 осіб. Орган місцевого самоврядування — Смолінська селищна рада.

## Історія
Якимівка (Акимівка, Чернече) - давнє козацьке поселення на землях Війська Запорізького. Після руйнування російським царатом Запорізької Січі Якимівка — власницьке містечко при річці Кильтень за 85 верст від повітового міста. У 1850-х рр. мешкало 391 особи, 64 дворових господарства, православна церква св. Йоакима, 2 постоялих двори, базари по неділях.
В селі поблизу церкви був похований командувач 2-гою Російською армією генерал Олександр Самсонов, тіло якого було ексгумовано з лісу поблизу сучасного Вельбарка.
27 — 30 січня 1920 року у Якимівці під час Зимового походу стояв Кінний полк Чорних Запорожців Армії УНР.

## Населення
Згідно з переписом УРСР 1989 року чисельність наявного населення села становила 370 осіб, з яких 158 чоловіків та 212 жінок.
За переписом населення України 2001 року в селі мешкали 304 особи.

### Мова
Розподіл населення за рідною мовою за даними перепису 2001 року:
| Мова       | Відсоток |
| ---------- | -------- |
| українська | 96,41 %  |
| російська  | 3,27 %   |
| молдовська | 0,33 %   |